# Roslagens marinregemente
Roslagens marinregemente (RMR) var en kustartilleribrigad inom svenska kustartilleriet som verkade i olika former åren 1956–2000. Förbandsledningen var krigsplacerad till Hamnholmen i Norrtälje kommun.

## Historik
Roslagens marinregemente bildades 1956 som Första kustartilleribrigaden (KAB 1). Brigaden löd då i fredsorganisationen under Vaxholms kustartilleriregemente, men var ett självständigt förband i krigsorganisationen. Brigaden som utgjordes inledningsvis i krigsorganisationen av en stab på Hamnholmen och två spärrbataljoner baserade på Arholma och Söderarm samt lokalförsvarsbataljoner. År 1984 bestod brigadens krigsorganisation av tre spärrbataljoner, Roten, Arholma och Söderarm samt lokalförsvarsbataljoner. Den 1 juli 1994 avskiljdes brigaden även i fredsorganisationen från Vaxholms kustartilleriregemente och omorganiserades till Roslagens marinbrigad (RMB).
Den stora skillnaden från 1994 blev att brigaden nu benämndes som marinbrigad. Det på grund av att flottans basunderhållsförband sammanslogs med kustartilleriets brigadunderhållsförband och ingick i marinbrigaderna. Detta som en fortsättning av integration av marina förband på lägre nivå. Den 1 januari 1998 reducerades krigsorganisationen inom kustartilleriet, varvid Roslagens marinbrigad reducerades till regemente, och fick det nya namnet Roslagens marinregemente (RMR). Regementet avvecklades den 30 juni 2000 i samband med försvarsbeslutet 2000.

## Ingående enheter
| Första kustartilleribrigaden (1956) - Stab på Hamnholmen - Spärrbataljon Arholma, med stab på Lidö - Spärrbataljon Söderarm, med stab på Hamnskär - 2x Cykelskyttebataljoner - 1. skärgårdsbataljonen ur Hemvärnet | Första kustartilleribrigaden (1984) - Stab på Hamnholmen - Spärrbataljon Roten, med stab på Singö - Spärrbataljon Arholma, med stab på Lidö - Spärrbataljon Söderarm, med stab på Hamnskär - 1x Fogruppstab typ B - 2x cykelskyttebataljoner - 1x fördelningsingenjörkompani - 1x haubitskompani - Fo-underhållskompani - Värnkompanier |

| Roslagens marinbrigad (1994) - Stab på Hamnholmen - Kustförsvarsbataljonen Roten - Kustförsvarsbataljonen Söderarm - Kustförsvarsbataljonen Korsö - 4. amfibiebataljonen - Marinunderhållsbataljon Roslagen - Försvarsområdesbataljon ur Stockholms försvarsområde (Fo 44). - Foingenjörkompani, värnkompanier och hemvärnsförband | Roslagens marinregemente (1998) - Stab - Marinunderhållsbataljon Roslagen - Försvarsområdesbataljon ur Stockholms försvarsområde (Fo 44). - Foingenjörkompani, värnkompanier och hemvärnsförband |

## Heraldik och traditioner
Regementets heraldiska vapen beskrivs genom blasoneringen Fältet kluvet av guld, vari ett störtat svart ankare och blått, vari ett ankare överlagt två korslagda kanoneldrör av äldre modell, allt i guld. Skölden krönt av en kunglig krona. Regementet tilldelades aldrig någon egen fana, utan bar Sveriges örlogsflagga som förbandsfana. Regementets förbandsmarsch ärvdes från Vaxholms kustartilleriregemente.
Den 1 juli 2000 bildades Södertörnsgruppen, bestående av två bataljoner, Södertörns hemvärnsbataljon och Roslagens hemvärnsbataljon. Roslagens hemvärnsbataljon var traditionsvårdare av Roslagens marinbrigad. År 2017 (eller 2018) överfördes traditionerna till Södertörnsgruppen, det efter beslut att hemvärnsbataljonerna skall bära Amfibieregementets märke som förbandstecken.

## Förbandschefer
- 1956–1994: ???
- 1994–1996: ???
- 1996–1997: Överste Håkan Söderlindh
- 1998–2000: ???

## Namn, beteckning och förläggningsort
| Första kustartilleribrigaden | 1956-??-?? | – | 1994-06-30 |
| Roslagens marinbrigad        | 1994-07-01 | – | 1997-12-31 |
| Roslagens marinregemente     | 1998-01-01 | – | 2000-06-30 |

| KAB 1 | 1956-??-?? | – | 1994-06-30 |
| RMB   | 1994-07-01 | – | 1997-12-31 |
| RMR   | 1998-01-01 | – | 2000-06-30 |

| Hamnholmen (F) | 1994-07-01 | – | 2000-06-30 |